# Hyperoglyphe japonica
Hyperoglyphe japonica är en fiskart som först beskrevs av Döderlein, 1884.  Hyperoglyphe japonica ingår i släktet Hyperoglyphe och familjen svartfiskar. Inga underarter finns listade i Catalogue of Life.